# Morpho rhetenor
|  | Dieser Artikel wurde aufgrund von formalen oder inhaltlichen Mängeln in der Qualitätssicherung Biologie zur Verbesserung eingetragen. Dies geschieht, um die Qualität der Biologie-Artikel auf ein akzeptables Niveau zu bringen. Bitte hilf mit, diesen Artikel zu verbessern! Artikel, die nicht signifikant verbessert werden, können gegebenenfalls gelöscht werden. Lies dazu auch die näheren Informationen in den Mindestanforderungen an Biologie-Artikel. |

Morpho rhetenor ist ein Schmetterling (Tagfalter) aus der Familie der Edelfalter (Nymphalidae). Der englische Name Blue Morpho (deutsch: Blauer Morphofalter) ist irreführend, da er auch Morpho peleides bezeichnen kann.

## Merkmale
Die Falter erreichen eine Flügelspannweite von bis zu 17 Zentimeter und gehören so zu den größeren Morphofalterarten. Die Flügel haben, wie bei vielen Morphofaltern, eine blau-schimmernde Grundfärbung. Das Blau der Vorderflügel ist nur durch zarte weiße Flecke, die parallel zum Flügelrand verlaufen, und den schwarzen Flügelspitzen unterbrochen. Die Hinterflügel sind bis auf die braunen, am Körper anliegenden Stellen komplett blau gefärbt. Die Unterseite ist komplett in Brauntönen gehalten, die zur Körpermitte hin immer heller werden. Wie bei M. peleides gibt es eine am unteren Flügelrand verlaufende Reihe aus Augenflecken. Die Weibchen werden meist größer als die Männchen.

## Unterarten
Von M. rethenor sind zwei Unterarten bekannt:
- Morpho rhetenor cacica (Staudinger, 1876)
- Morpho rhetenor helena (Staudinger, 1890)

## Vorkommen
Morpho rethenor kommt in den Regenwäldern der Neotropis vor. Sein Verbreitungsgebiet erstreckt sich über ganz Südamerika und Mittelamerika. Die Art steht unter keinem besonderen Schutz.

## Biologie
Die Raupen leben an tropischen Gräsern, darunter auch Bambus. Die Falter lassen sich, wie alle anderen blau gefärbten Morphofalter, leicht von blau schimmernden Gegenständen anziehen.